# Genista aucheri
Genista aucheri är en ärtväxtart som beskrevs av Pierre Edmond Boissier. Genista aucheri ingår i släktet ginster, och familjen ärtväxter. Inga underarter finns listade i Catalogue of Life.